# Генріх V (п'єса)
«Генріх V» (англ. Henry V, або «Часопис-історія Генріха П'ятого») — історична хроніка англійського письменника Вільяма Шекспіра, що змальовує похід короля Генріха V до Франції в ході Столітньої війни й перемогу над французами у битві під Азенкуром; наприкінці п'єси Генріх заручається з дочкою Карла VI Катериною.
В Англії «Генріх V» — традиційно один з найпопулярніших шекспірівських часописів, джерело багатьох цитат, що увійшли до англійської мови. У ньому яскраво виражено патріотичні мотиви (знаменитим є монолог Генріха перед битвою «Сьогодні день святого Криспіана»), однак не приховуються й жахіття війни. Поряд із серйозною героїчною проблематикою, у «Генріху V» помітні відголоски й комічної лінії обох частин «Генріха IV». Хоча Фальстаф не з'являється (з реплік інших персонажів глядачі дізнаються про його смерть), фігурує низка призваних на війну його друзів-пияк: Бардольф, Пістоль та інші.
Це заключна п'єса у тетралогії (сюди входять також «Річард II» та дві частини «Генріха IV») зрілих історичних часописів Шекспіра, що охоплюють період 1399—1420 років. У свою чергу, написана раніше тетралогія Шекспіра про війну Червоної та Білої троянд («Генріх VI» й «Річард III») за хронологією подій безпосередньо йде за «Генріхом V». Джерелом для Шекспіра послугували «Часописи» Холіншеда й, частково, коротка невиразна п'єса «Славні перемоги Генріха V» невідомого автора. Написана та вперше поставлена в театрі Глобус, ймовірно, на початку 1599 року (містить злободенний натяк на похід майбутнього заколотника графа Ессекса до Ірландії). Пролог до п'єси, що вимовляється актором (у Шекспіра «Хор») звертається до глядача з проханням про поблажливість до відсутності декорацій.

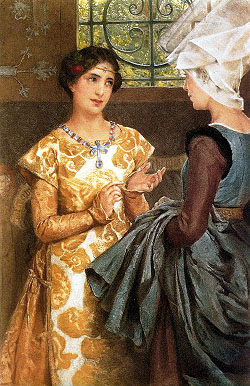
Катерина Французька вивчає англійську мову. Ілюстрація Л. Альми-Тадеми

У п'єсі доволі багато реплік французькою мовою й каламбурних обігравань як англійських слів персонажами-французами, так і французьких англійцями. Ціла сцена — навчання Катерини Французької англійській мові — цілком написана французькою. Окрім того, обіграється кельтський (валлійський, ірландський) та провінційний акцент низки персонажів, що робить п'єсу досить складною для перекладу.

## Постановки та екранізації
П'єса «Генріх V» неодноразово екранізувалась. Постановки та екранізації «Генріха V» часто використовуються як алюзія на сучасні війни: як у патріотичному ключі (постановка Лоуренса Олів'є часів Другої світової війни), так і в антивоєнному (низка постановок кінця XX — початку XXI століть, в тому числі версія Королівського національного театру 2003 року з натяком на вторгнення в Ірак). Рядки з промови короля перед битвою («And Crispin Crispian shall ne'er go by…») стали лейтмотивом фільмів «Людина доби Відродження», «Брати за зброєю».

## Українськомовні переклади
- Вільям Шекспір (1985). Генріх V. Переклад з англійської: Віктор Ружицький // Вільям Шекспір. Твори в шести томах: Том 3. Київ: Дніпро. 574 стор.: С. 349-442.[1]